# NGC 3132

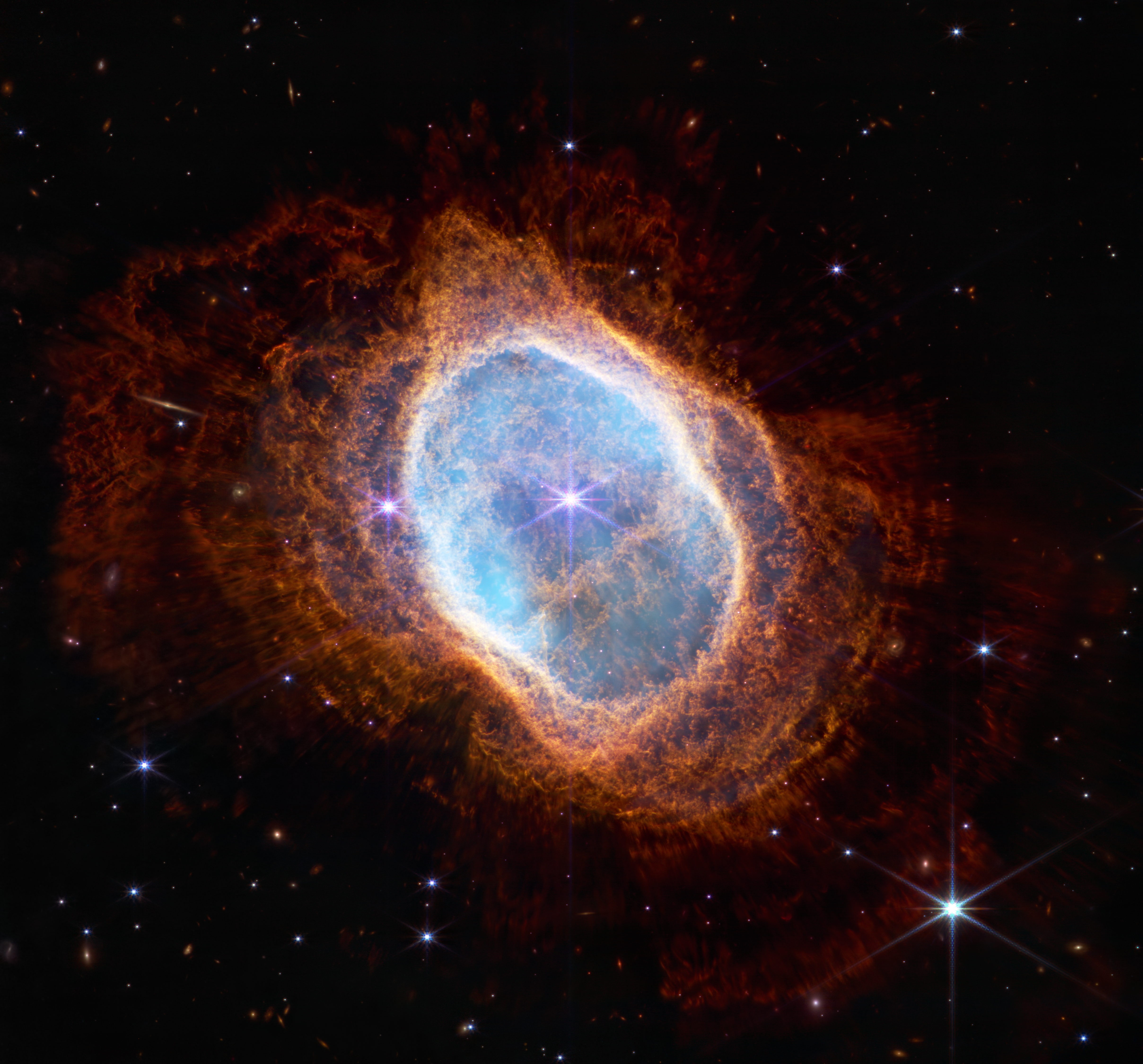
NGC 3132 (Imagine făcută de telescopul James Webb)

NGC 3132, Caldwell 74 sau Nebuloasa Optul Explodat este o nebuloasă planetară situată în constelația Velele. Se află la o depărtare de Terra de aproximativ 550 parseci sau 2 000 ani-lumină.